# Francisco Caetano de Aragón
Francisco Caetano de Aragón (Francesco Caetano de Aragona) fou un militar napolità del segle xviii al servei del Regne d'Espanya. Va lluitar en la Guerra de Successió Espanyola al costat de Felip V d'Espanya, assolí el grau de tinent general i en 1710 fou nomenat Comandant del Regne de València i del regne de Múrcia, i de les fronteres de Castella i Catalunya. En maig de 1720 va ocupar interinament el càrrec de Capità general de Catalunya i fou destituït per desavinences amb Francisco Pío de Saboya y Moura, qui el considerava responsable de la mala situació a les defenses i línies de comunicació al Principat.